# Serpenti nel Paradiso
Serpenti nel Paradiso (Serpientes en el Paraíso, 2002) della scrittrice spagnola Alicia Giménez-Bartlett, è il quinto romanzo della serie dedicata all'ispettrice Petra Delicado ed al suo vice Fermín Garzón.
Il libro è stato tradotto in tedesco, francese, polacco e italiano

## Trama
Nella piscina di una ricca villa viene ritrovato il cadavere di Juan Luis Espinet, marito e padre esemplare, uomo bello ed elegante dalla brillante carriera. 
Petra e Fermín stavolta si devono muovere in un lussuoso quartiere di Barcellona dall'evocativo nome di "Paradiso" invece che nei bassifondi ai quali sono abituati.
L'omicidio di Espinet sembra incongruo tra le stupende ville con giardino e piscina curate dai fedeli domestici delle ricche famiglie che costituiscono l'utopistico paesaggio del «Paradís».
Le indagini dei due investigatori si complicano per la situazione creata dalla visita del Papa a Barcellona ed il riaccendersi di una faida tra famiglie di gitani.
Mentre Fermín si scopre insospettabile amatore, Petra si concentra su tre donne tipo (l'inconsolabile vedova Ines e le sue amiche Malena, madre perfetta e Rosa, donna in carriera) la soluzione del caso arriverà quasi inattesa svelando segreti inconfessabili.

## Edizioni in italiano
- Alicia Giménez Bartlett, Serpenti nel Paradiso, traduzione di Maria Nicola, Palermo: Sellerio, 2003
- Alicia Giménez Bartlett, Altri casi per Petra Delicado: Morti di carta; Serpenti nel Paradiso; Un bastimento carico di riso, Milano: Mondolibri, 2011
- Alicia Giménez Bartlett, Serpenti nel Paradiso, Roma: La biblioteca di Repubblica-L'espresso, 2012
- Alicia Giménez Bartlett, Serpenti nel Paradiso, traduzione di Maria Nicola, Milano: Mondadori, 2017